# Igor Rieszetnikow
Igor Leonidowicz Rieszetnikow, ros. Игорь Леонидович Решетников (ur. w 1920 r. w Łudze, zm. 25 maja 1964 r. w Pskowie) – zastępca dowódcy i dowódca kompanii Jagdkommando "M", a następnie dowódca 3 kompanii SS-Jagdverband "Ost" podczas II wojny światowej.
W młodości był sportowcem. Brał udział w licznych zawodach lekkoatletycznych. Za nielegalne posiadanie 2 pistoletów i kradzież w szkole został skazany na karę 3 lat więzienia. Krótko przed atakiem wojsk niemieckich na ZSRR 22 czerwca 1941 r. powrócił do rodzinnej Ługi, gdzie zastała go wojna. Jego ojciec został kolaboracyjnym burmistrzem miasta. Igor L. Rieszetnikow początkowo pracował w urzędzie miejskim. Następnie wstąpił ochotniczo do specjalnej grupy antypartyzanckiej, zorganizowanej przez miejscowe dowództwo Geheime Feldpolizei. Zwalczała ona partyzantkę, likwidowała zrzucanych na spadochronie agentów sowieckich i przeprowadzała ekspedycje karne w okolicznych wsiach. Wiosną 1942 r. Niemcy ją rozformowali. Igor L. Rieszetnikow przeszedł do innego oddziału Geheime Feldpolizei, dowodzonego przez Nikołaja A. Martynowskiego. Wkrótce oddział przeszedł pod zwierzchność SD, uzyskując nazwę Jagdkommando "M". Od wiosny 1943 r. działał on na terenie okręgu pskowskiego. Igor L. Rieszetnikow dowodził kompanią. W jednej z miejscowych wsi zabił on dowódcę oddziału partyzanckiego K. Fisza. Wkrótce został zastępcą N. A. Martynowskiego od spraw gospodarczych. W rejonie Orszy, gdzie oddział wpadł w zasadzkę, dzięki zdecydowanym działaniom swojej kompanii udało mu się uchronić go od całkowitego zniszczenia. Niemcy przenieśli oddział do Pskowa na przeformowanie i uzupełnienie strat. Stamtąd oddział został wysłany do walki z partyzantką na Białorusi. W 1944 r. trafił do Chorwacji, a następnie do Polski, gdzie podporządkowano go SS-Jagdverband "Ost". Igor L. Rieszetnikow w stopniu Hauptsturmführera Waffen-SS objął dowództwo 3 kompanii (antypartyzanckiej). Po uzyskaniu informacji, że dotychczasowy dowódca oddziału N. A. Martynowski zamierza uciec do Szwajcarii, zastrzelił go wraz z jego rodziną. Zawiadomił o tym SS-Hauptsturmführera Otto Skorzeny'ego, który nie tylko nie skazał go za dokonanie samosądu, ale wyróżnił w rozkazie i odznaczył Żelaznym Krzyżem 2 klasy. W styczniu 1945 r. 3 kompania walczyła pod Inowrocławiem z Armią Czerwoną. Przy odwrocie z zajmowanych pozycji dostała się pod ogień dział i karabinów maszynowych oddziału czołgów, w wyniku czego została zniszczona. Igor L. Rieszetnikow był jednym z nielicznych, którzy przeżyli. Udało mu się dotrzeć do niemieckich pozycji, po czym został przetransportowany do sztabu SS-Hauptsturmführera O. Skorzenego. Odkomenderowano go do szkoły dywersantów, ale rozchorował się. Przebywał w szpitalu w Monachium do końca wojny. Z pomocą swojego ojca, który też znalazł się w amerykańskiej strefie okupacyjnej, nawiązał współpracę z wywiadem USA. Po przeszkoleniu został w 1948 r. wysłany do sowieckiej strefy okupacyjnej, ale wkrótce aresztowano go w Brandenburgu. Rozpoznany, został przewieziony do ZSRR i osadzony w więzieniu. W 1962 r. skazano go w Pskowie na karę śmierci przez rozstrzelanie.